# Геофизика ландшафта
Геофизика ландшафта — раздел физической географии, изучающий роль физических полей и источников энергии в формировании региональной и локальной структуры геосферы. Объектом изучения науки являются процессы и физические свойства природно-территориальных комплексов и физическая сторона взаимодействия компонентов ландшафта. Также наука затрагивает биологические основы ландшафта: формирование физико-географических условий фотосинтеза, трансформацию энергии в биоценозах и детритные потоки энергии, самоорганизацию и саморегулирование геосистем. Основные физические поля, изучающиеся геофизикой ландшафта – радиационное и тепловое. Тесно связана с биогеофизикой.
Развитие геофизики в географии происходило такими учёными, как А.И. Воейков, А.А. Григорьев, Д.Л. Арманд, М.И. Будыко, К.Я. Кондратьев, Н.А. Шумской, Н.Л. Беручашвили, Г.Ф. Хильми, В.М. Котляков. В начале 60-х годов XX века стационарные исследования были поставлены в Институте географии АН СССР, Институте мерзлотоведения СО АН СССР и в Институте географии СО АН СССР; в конце 60-х гг. — в Тбилисском университете, в 70-е годы — в Тихоокеанском Институте географии АН СССР.
Геофизика ландшафтов тесно связана с другими физико-географическими направлениями — ландшафтоведением, геохимией ландшафта, геоморфологией, климатологей, гидрологией, криолитологией и другими. Имеются специфические разделы науки, такие как оптика ландшафта и радиофизика ландшафта, а также прикладные — оценка воздействия хозяйственной деятельности человека на окружающую среду, мелиорация и т. д. По форме организации исследований геофизика ландшафта базируется прежде всего на стационарных наблюдениях и на аэрокосмической информации.